# Neradigonda
Neradigonda hay Neredikonda, là một mandal thuộc Adilabad, bang Telangana, Ấn Độ.